# Crepis capillaris
Crepis capillaris, comummente conhecido como barba-de-falcão,é uma espécie de planta com flor pertencente à família das asteráceas e ao tipo fisionómico dos caméfitos. 
A autoridade científica da espécie é (L.) Wallr., tendo sido publicada em Linnaea 14(6): 657–658. 1840.

## Nomes comuns
Além de «barba-de-falcão», esta espécie dá ainda pelos seguintes nomes comuns: almeiroa e almeirão-branco.

### Etimologia
Do que toca ao nome científico:
- O nome genérico, Crepis, que provém do latim clássico e significa «planta espinhosa».[5]
- O epíteto específico, capillaris, que também provém do latim clássico e significa «capilar; que é como cabelo».[6]

## Descrição
Trata-se de uma planta herbácea bienal, cujos caules, ramificados quase desde a base, ascendem a alturas de 20 a 100 centímetros.
As folhas tanto podem ser glabras, como só conter pêlos ralos e não-glandulosos. As folhas basilares costumam ser mais numerosas, apresentando um formato que alterna entre o lanceolado e o oblanceolado, tanto podem ter uma ponta obtusa como aguda e as margens podem ser dentadas, liradas e penatipartidas.
As inflorescências são capítulos, que tanto podem ser paucífloros como multifloros.
O invólucro não tem pêlos, contando com brácteas linear-lanceoladas, obtusas ou agudas. As flores, ocorrem de Março a Julho e são de feitio lígulado e coloração amarelas.
Os frutos são cipselas de coloração castanha.

## Distribuição
Marca presença na Europa Ocidental, Central e do Sul.

### Portugal
Trata-se de uma espécie presente no território português, nomeadamente os seguintes táxones infraespecíficos:
- Crepis capillaris var. capillaris - presente em Portugal Continental e no Arquipélago dos Açores. Em termos de naturalidade é nativa de Portugal Continental, marcando presença em todas as zonas[4], e introduzida no Arquipélago dos Açores, onde marca presença em todas as ilhas[8]. Não se encontra protegida por legislação portuguesa ou da Comunidade Europeia.
- Crepis capillaris var. agrestis - presente no Arquipélago dos Açores. Em termos de naturalidade é introduzida na região atrás referidas, marcando presença em todas as ilhas.[8] Não se encontra protegida por legislação portuguesa ou da Comunidade Europeia.
- Crepis capillaris var. agrestis - presente em Portugal Continental. Em termos de naturalidade é nativa da região atrás referida. Não se encontra protegida por legislação portuguesa ou da Comunidade Europeia.

### Ecologia
Trata-se de uma espécie ruderal e higrófila, privilegiando solos húmidos, courelas agricultadas e orlas de caminhos.